# کیم هه-جون
کیم هه-جون (کره‌ای: 김혜준؛ زادهٔ ۸ مه ۱۹۹۵) بازیگر اهل کره جنوبی است. او بیشتر به خاطر ایفای نقش در پادشاهی در نقش ملکه چو شناخته می‌شود. او برندهٔ جایزهٔ بهترین بازیگر تازه‌کار زن در چهلمین جوایز فیلم اژدهای آبی برای نقشش در فیلم کودک دیگر شد. در سال ۲۰۲۱، شهرت او به خاطر ایفای نقش در بازرس کو افزایش پیدا کرد و برندهٔ جایزهٔ بهترین بازیگر تازه‌کار زن در پنجاه و هشتمین دوره جوایز هنری بکسانگ شد. کارهای دیگر او شامل آشوب زن و شوهری و درخشش باران است.

## فیلم‌شناسی

### مجموعه‌های تلویزیونی
| سال  | عنوان              | نقش                | توضیحات | منایع       |
| ---- | ------------------ | ------------------ | ------- | ----------- |
| ۲۰۱۶ | دکتر رمانتیک       | جانگ هیون-جو       | فصل ۱   |             |
| ۲۰۱۷ | دنیاهای بهم پیوسته | سونگ سو-جی         |         |             |
| ۲۰۱۷ | درخشش باران        | لی جه-یونگ         |         |             |
| ۲۰۱۸ | آشوب زن و شوهری    | کانگ ما-رو         |         |             |
| ۲۰۱۹ | پادشاهی            |                    |         |             |
| ۲۰۲۰ | شراکت              | یو بیت-نا          |         |             |
| ۲۰۲۱ | بازرس کو           | سونگ یی-کیونگ / کی |         | [ ۲ ] [ ۳ ] |